# 发祥居
29°34′20.18″N 120°26′33.14″E / 29.5722722°N 120.4425389°E
发祥居，俗称下新屋，是中国浙江省诸暨市一座木结构民居建筑。民居位于东白湖镇斯宅村，由当地巨富，斯盛居主人斯元儒的胞兄斯元仁建造于清代嘉庆年间，因门额写有“长发其祥”四字而得名。2001年，发祥居与斯盛居和华国公别墅一起以斯氏古民居建筑群的名义列入第五批全国重点文物保护单位。

## 结构
发祥居坐北朝南，东西宽59.4米，南北深54.8米，占地面积3255平方米。建筑拥有一条中轴线和东西轴线各一。中轴线三进，面阔一致七开间，依次为门楼、大厅和座楼。两侧共设有楼屋12间，通过檐廊相通。

## 雕刻
发祥居门楼为青石砖雕制作，所有露明构件均使用镂雕、浮雕工艺装饰，有“民间艺术殿堂”之称。

## 图集

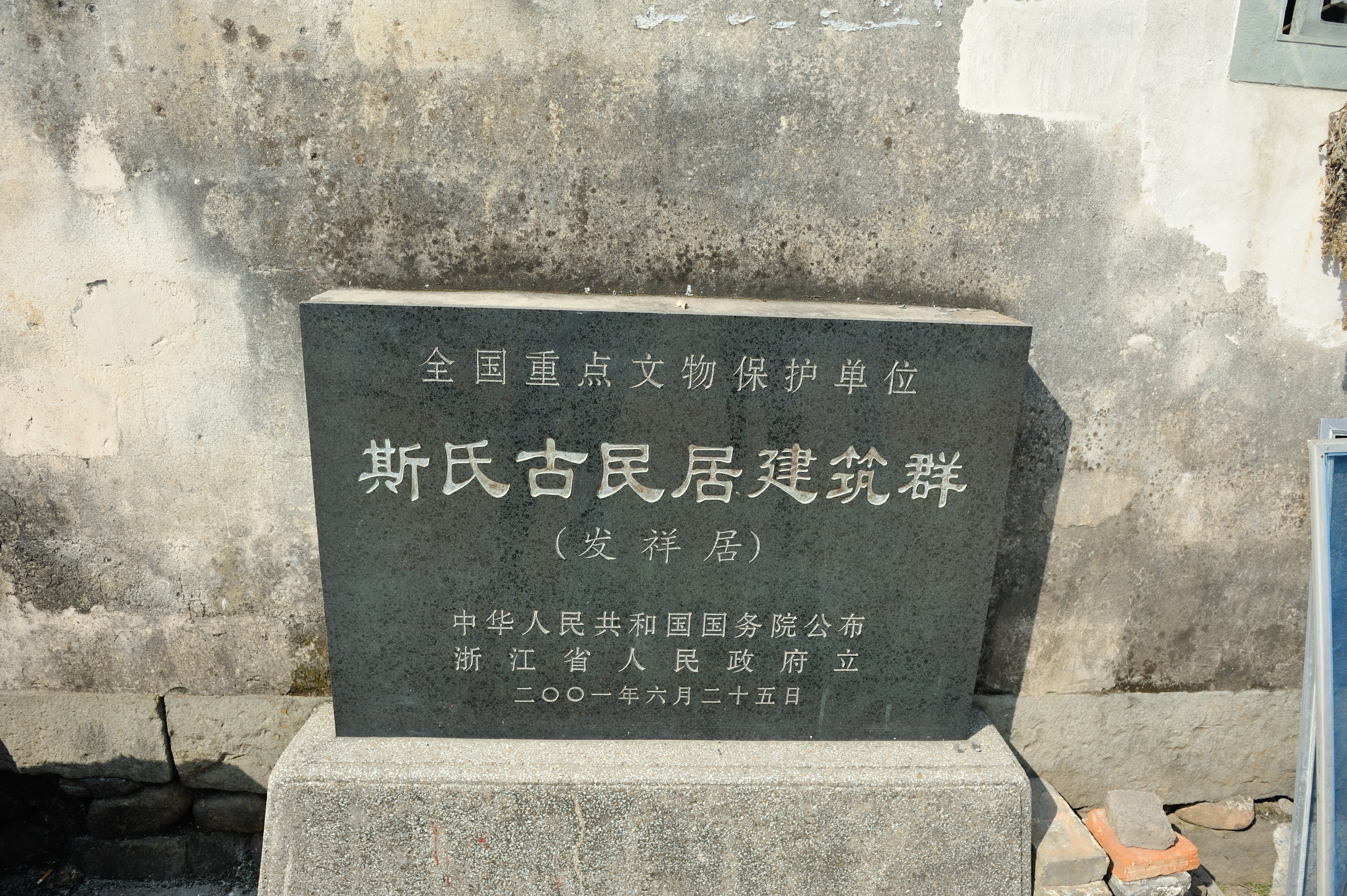
全国重点文物保护单位碑
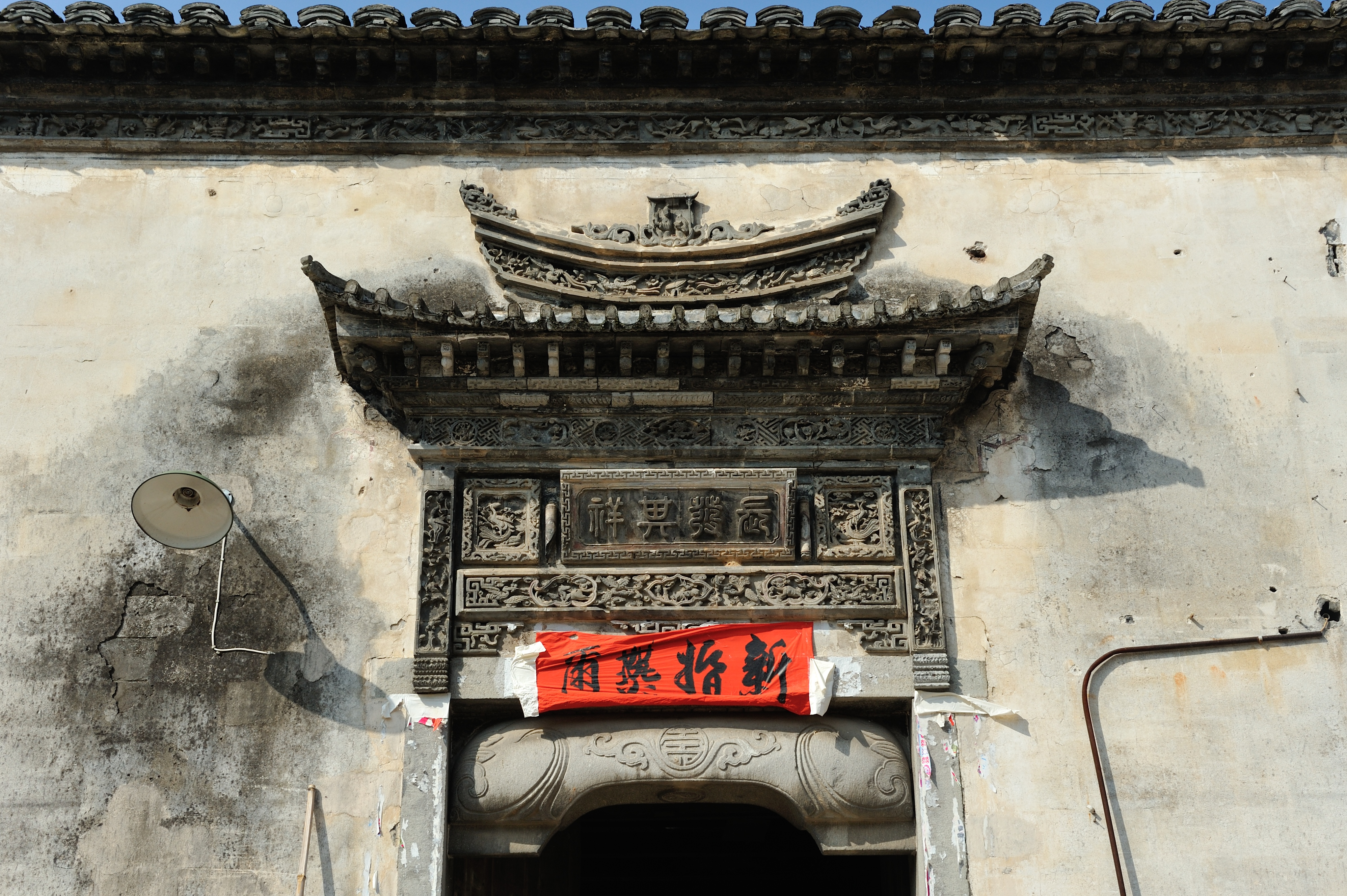
正门“长发其祥”砖雕
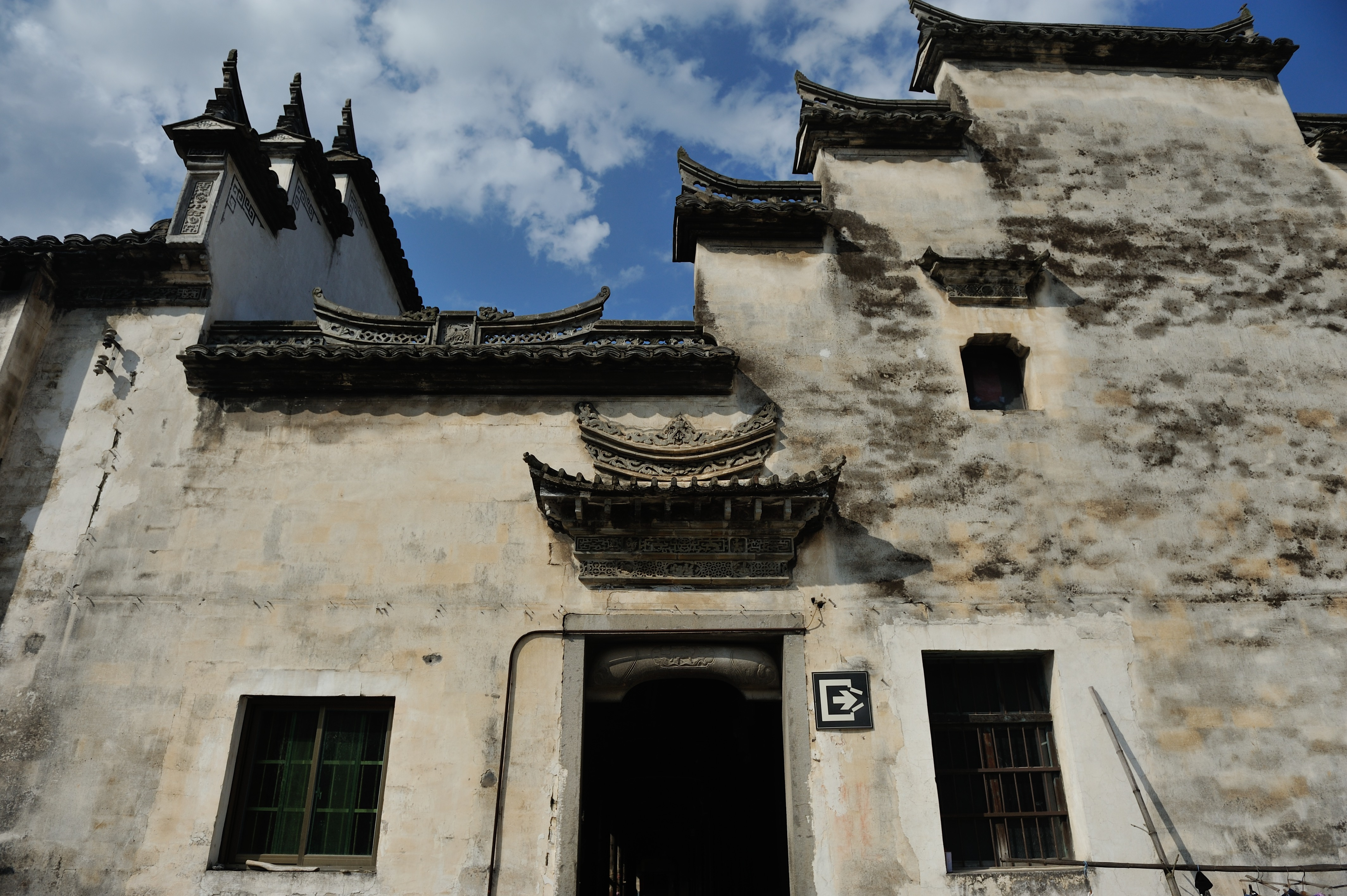
侧门与山墙
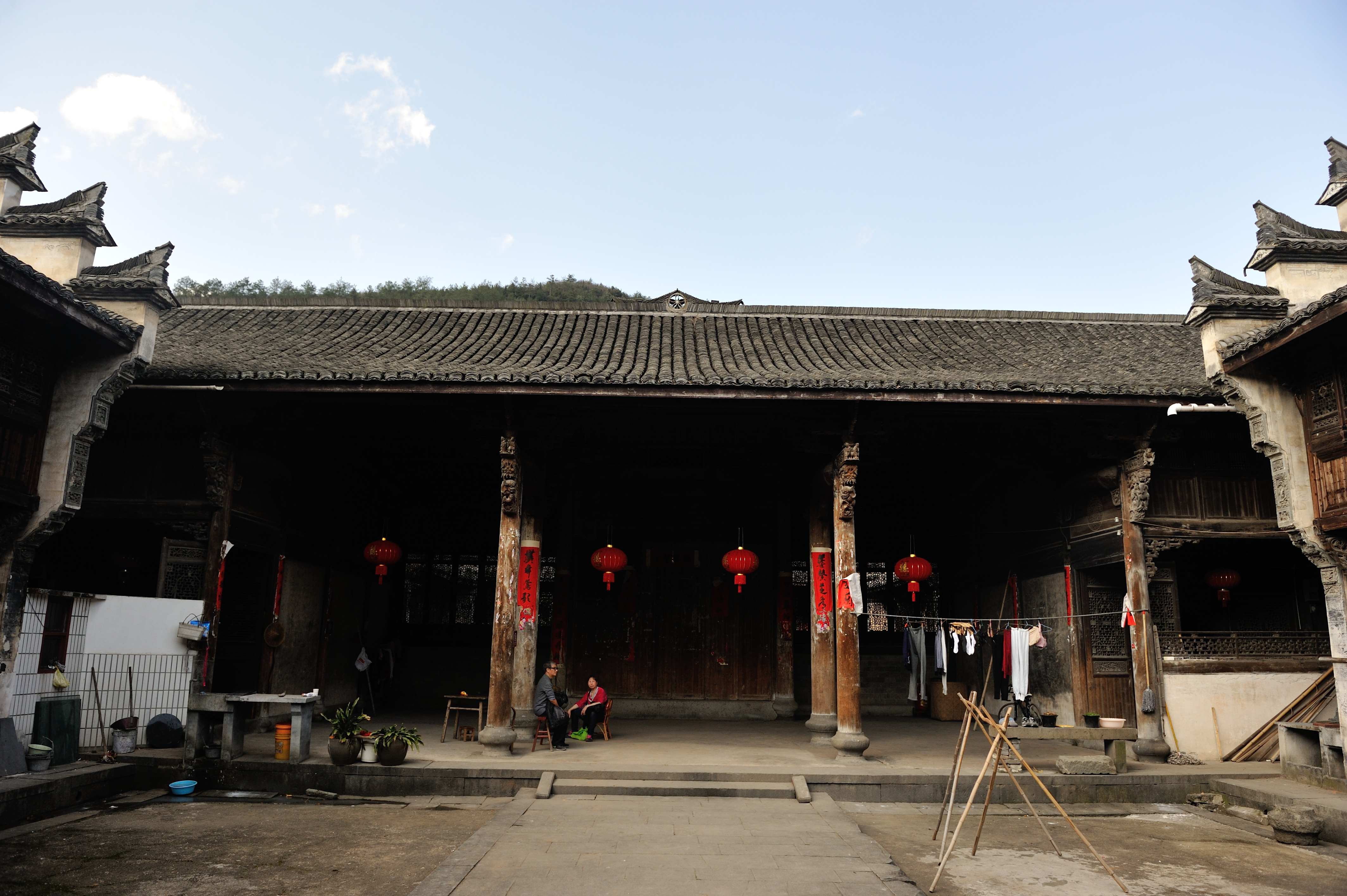
正厅
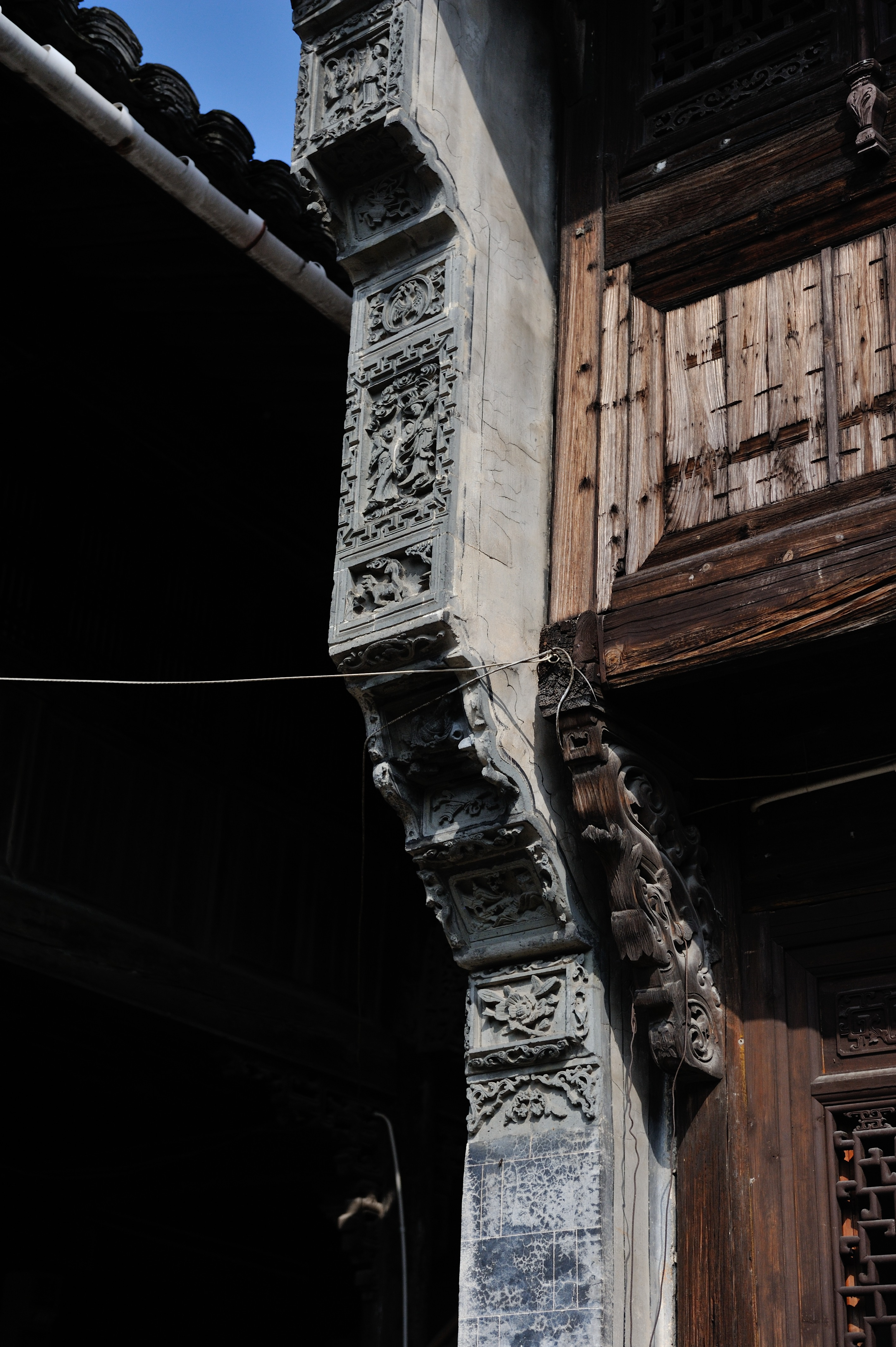
墀头砖雕
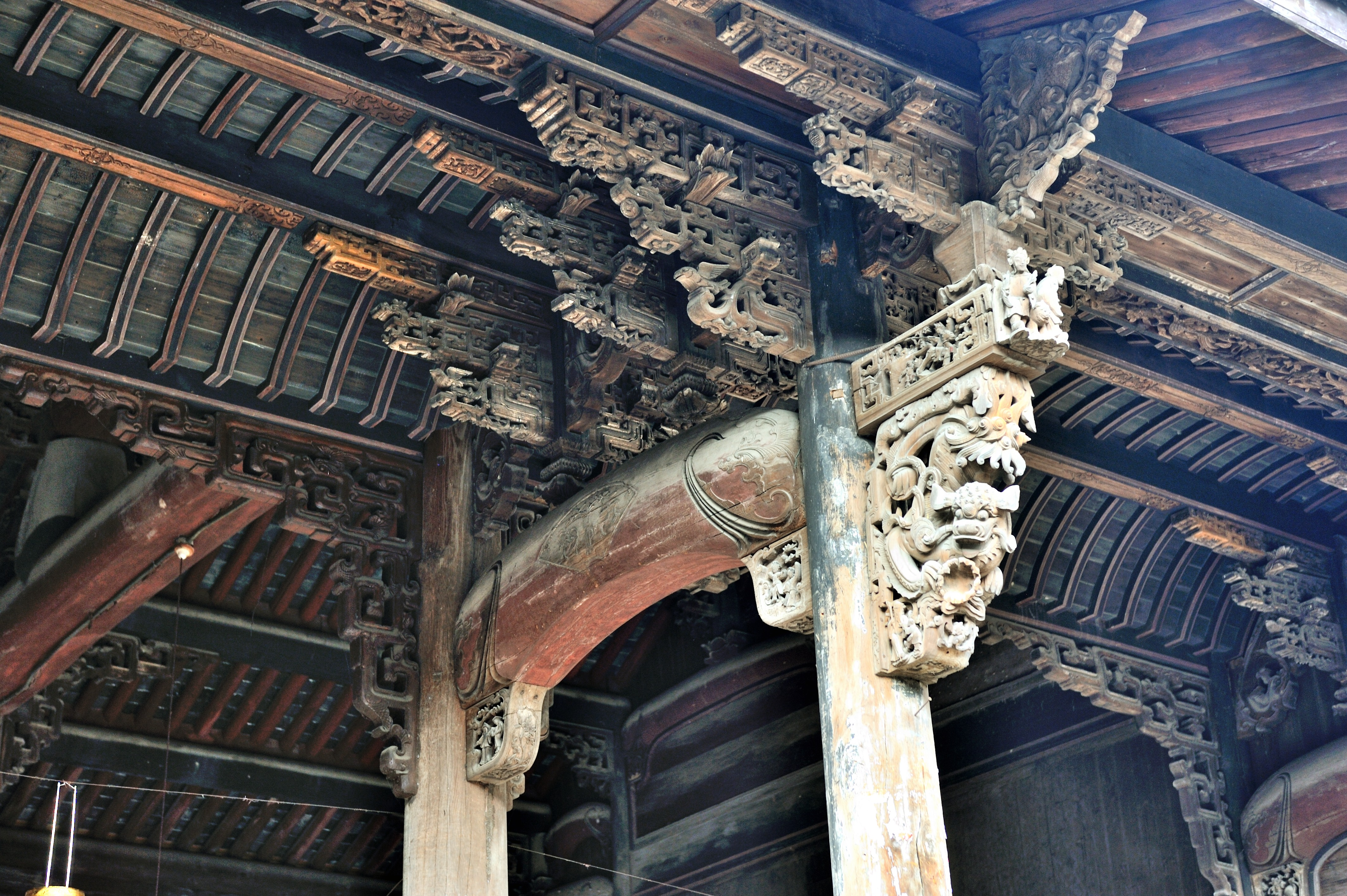
木雕